# 譚俊榮
譚俊榮博士 （葡萄牙語：Tam Chon Weng Alexis，1962年7月—），原籍廣東新會，生於緬甸仰光，曾任澳門特別行政區社會文化司司長、澳門駐里斯本經濟貿易辦事處主任，並兼任澳門駐布魯塞爾歐盟經濟貿易辦事處主任。

## 簡歷
譚俊榮生於一個緬甸華僑家庭，四歲隨父親到澳門三盞燈生活，就讀於澳門培正中學、臺灣國立政治大學，及後獲政府公費留學於英國格拉斯哥大學獲碩士學位，後來獲得天津南開大學博士學位。
譚俊榮在1989年於臺灣學成後投入公職行列，最初任職於統計及普查系統，及後出任澳門理工學院社會暨應用科學高等學校校長及高等教育輔助辦公室主任，並獲得1999年被任命為社會文化司司長的崔世安信任，邀請成為司長辦公室主任，及後崔世安於2009年當選澳門行政長官，譚俊榮便由司長辦公室主任轉任特首辦公室主任，同時身兼澳門特區政府發言人。2014年12月20日起，他出任社會文化司司長。
譚俊榮在2019年12月20日起轉任澳門駐里斯本經濟貿易辦事處主任，他同時兼任澳門駐布魯塞爾歐盟經濟貿易辦事處主任，為期一年。
2023年1月4日，特區《公報》刊登行政公職局聲明：「以定期委任方式擔任澳門駐里斯本經濟貿易辦事處主任之本局第四職階首席顧問高級技術員譚俊榮」，根據現行《澳門公共行政工作人員通則》有關服務政府時間滿30年且年滿55歲可聲明願意退休，譚俊榮自2022年12月20日起自願退休，職務由其代主任Lúcia Abrantes dos Santos接手處理。

### 其他公職
- 澳門培正中學同學會顧問
- 國立政治大學澳門校友會會長
- 台灣大專澳門校友會首席顧問

## 爭議

### 一人身兼過多公職
他在1999年成為社會文化司司長辦公室主任後，獲司長崔世安指派代表擔任科技委員會主席、社會協調常設委員會主席、婦女事務諮詢委員會主席、澳門大學校董會的政府代表、旅遊學院培訓活動協調委員會主席，並擔任特區政府教育委員會委員、格蘭披治大賽車委員會委員、支持四川地震災後重建協調小組委員。而他出任特首辦主任後，兼任更為廣泛，包括中國澳門與葡萄牙聯合委員會澳方團長、澳門特區政府涉台事務溝通機制官方代表、澳門廣播電視股份有限公司澳門政府代表、泛珠三角區域合作政府秘書長協調機制澳方代表、粵澳合作澳方聯絡辦公室主任、粵澳合作框架協議澳方跟進工作小組組長、穗澳合作專責小組副組長、珠澳合作會議副組長、珠澳橫琴開發工作小組組長。故此曾被指譚兼任過多公職。

## 註解
1. ↑  1994年以前前往台灣留學的澳門學生可以自動取得中華民國國民身分。